# ワシャキー郡 (ワイオミング州)
座標: 北緯43度55分 西経107度41分 / 北緯43.91度 西経107.68度
ワシャキー郡（英: Washakie County）は、アメリカ合衆国ワイオミング州にある郡。2005年の推定人口は7,933人で、郡庁所在地はワーランド（Worland）である。

## 歴史
ワシャキー郡は1911年に組織された。
郡名は、昔この一帯に住んでいたショショーニ族の酋長で合衆国政府の協力者だったワシャキーに因んで名づけられた。

## 地理
アメリカ合衆国国勢調査局によると、この郡は総面積5,809 km2 （2,243 mi2）である。このうち5,802 km2 （2,240 mi2）が陸地で、7 km2 （3 mi2）が水面である。総面積の0.12%が水面となっている。

### 隣接する郡
- ビッグホーン郡（北）
- ジョンソン郡（東）
- ナトロナ郡（南東）
- フレモント郡（南）
- ホットスプリングス郡（西）
- パーク郡（北西）

## 人口動静

ワシャキー郡の人口ピラミッド

2000年現在の国勢調査で、この郡は8,289人、3,278世帯、及び2,310家族が暮らしている。人口密度は1/km2 （4/mi2）で、1/km2 （2/mi2）の平均的な密度に3,654軒の住居が建っている。この郡の人種的構成は白人90.22%、アフリカン・アメリカン0.11%、先住民0.55%、アジア系0.74%、その他の人種6.21%、及び混血2.17%で、人口の11.47%がヒスパニックまたはラテン系である。人口のうち27.1%がドイツ系、13.1%がイングランド系、9.9%がアイルランド系、6.2%がアメリカ系移民の子孫である。
3,278世帯のうち、32.40%は18歳未満の子供と暮らしており、59.90%は夫婦で生活している。7.30%は未婚の女性が世帯主であり、29.50%は家族以外の住人と同居している。26.50%は独身の居住者が住んでおり、11.90%は65歳以上で独居である。1世帯あたりの平均人数は2.47人であり、家庭の場合は3.00人である。
郡内の住民は27.20%が18歳未満の未成年、18歳以上24歳以下が6.40%、25歳以上44歳以下が25.20%、45歳以上64歳以下が25.30%、及び65歳以上が15.90%にわたっている。中央値年齢は39歳である。女性100人ごとに対して男性は99.40人いて、18歳以上の女性100人ごとに対して男性は96.30人いる。
この郡の世帯ごとの平均的な収入は34,943米ドルであり、家族ごとでは42,584米ドルである。男性の31,633米ドルに対して女性は21,028米ドルの平均的な収入がある。この郡の一人当たりの収入（per capita income）は17,780米ドルである。人口の14.10%及び家族の10.00%は貧困線以下である。18歳未満の21.10%及び65歳以上の12.20%は貧困線以下の生活を送っている。

## コミュニティー
都市
- ワーランド（英語版）（Worland）

町
- テン・スリープ（en:Ten Sleep, Wyoming）

国勢調査指定地域
- エアポート・ロード（en:Airport Road, Wyoming）
- マク・ナット（en:Mc Nutt, Wyoming）
- サウス・フラット（en:South Flat, Wyoming）
- ワシャキー・テン（en:Washakie Ten, Wyoming）
- ウエスト・リバー（en:West River, Wyoming）
- ウィンチェスター（en:Winchester, Wyoming）